# Federação de Desportos de Inverno de Portugal
Die Federação de Desportos de Inverno de Portugal (FDIP, portugiesisch für: Portugiesischer Verband für Wintersportarten) ist der nationale Sportverband für Wintersport und Eissport in Portugal. Er organisiert Sportarten wie Skilanglauf, Curling, Ski Alpin, Eiskunstlauf, Eisschnelllauf oder Snowboard. Die FDIP hat ihren Sitz in Covilhã, nahe der Serra da Estrela, wo sich das einzige Wintersportgebiet des Landes befindet.
Der Verband entstand 2008, durch Neuorganisation des Skisportverbands Federação Portuguesa de Esqui (FPE). 2017 folgte eine Fusionierung mit dem Eissportverband Federação Portuguesa de Desportos no Gelo. Der Verband sieht sich dabei als Weiterführung des 1992 gegründeten Skiverbands FPE.